# Ácido fluorosulfónico
El ácido fluorosulfónico es FSO3H; es uno de los ácidos más fuertes disponibles comercialmente. También se conoce como ácido fluorosulfúrico. La molécula está mejor descrita por la fórmula FSO2OH, que enfatiza su relación con el ácido sulfúrico, H2SO4. El FSO3H es una molécula tetraédrica.

## Propiedades químicas
El ácido fluorosulfónico es un líquido incoloro y poco viscoso. Es soluble en solventes orgánicos polares (por ejemplo, nitrobenceno, ácido acético, y acetato de etilo), pero pobremente soluble en solventes no polares como los alcanos. Como muestra de su gran acidez, disuelve casi todos los compuestos orgánicos, hasta aquellos que son débiles aceptores de protones. El FSO3H se hidroliza lentamente a HF y ácido sulfúrico. El ácido tríflico CF3SO3H, que está relacionado con él, retiene la alta acidez del FSO3H pero es hidrolíticamente estable.

## Producción
El ácido fluorosulfónico se prepara por la reacción del HF con el óxido de azufre (VI): SO3 + HF → FSO3H.
Alternativamente, el KHF2 o el CaF2 pueden ser tratados con oleum a 250 °C. Una vez liberado del HF por desplazamiento con un gas inerte, el FSO3H puede ser destilado en un aparato de vidrio.

## Seguridad
El ácido fluorosulfónico es considerado altamente tóxico y corrosivo. Se hidroliza liberando HF. La adición de agua al FSO3H puede producir una reacción violenta, similar a la adición de agua al ácido sulfúrico. La adición del ácido sobre el agua tampoco es segura, siendo un proceso más peligroso todavía que la adición de sulfúrico al agua; en el caso del ácido fluorosulfónico, cada gota de ácido sobre el agua origina una pequeña explosión. La rebajación del ácido con agua es, por tanto, un proceso peligroso que ha de ser llevado a cabo bajo estrictas medidas de seguridad.